# جون فولتون ريد
جون فولتون ريد (3 مارس 1956 بأوكلاند في نيوزيلندا - 29 ديسمبر 2020) (بالإنجليزية: John Fulton Reid)‏ هو لاعب كريكت نيوزلندي. شارك مع منتخب نيوزيلندا الوطني للكريكت. أما مع النوادي، فقد لعب مع فريق أوكلاند للكريكت ‏.

## وصلات خارجية
- جون فولتون ريد على موقع إي آس بي آن كريك إنفو (الإنجليزية)